# Грей, Роберт Хэмптон
Роберт Хэмптон Грей (англ. Robert Hampton Gray; 2 ноября 1917, Трейл, Британская Колумбия — 9 августа 1945, Онагава-Ван, префектура Мияги, Япония) — канадский лётчик-истребитель, лейтенант, кавалер Креста Виктории (посмертно).

## Биография
Роберт Хэмптон Грей родился в Британской Колумбии (Канада) в 1917 году. Окончив школу в 1936 году и мечтая о карьере врача, он поступил в Альбертский университет, а в 1939 году перевёлся в университет Британской Колумбии, чтобы по его окончании начать учёбу в медицинской школе университета Макгилла.

### Военный лётчик
После поражений англо-французской коалиции в Европе в 1940 году Грей в июле того же года вступил в Добровольческий резерв Королевского канадского военно-морского флота и был направлен в Великобританию. Там, убедившись, что получение офицерского звания на флоте займёт слишком много времени, он перевёлся на учёбу в школу пилотов морской авиации. В сентябре 1941 года Грей получил звание сублейтенанта и направлен для несения службы в Восточную Африку. После почти двух лет в береговой авиации ВМФ Грей в чине лейтенанта был переведён в палубную авиацию и оказался на борту авианосца «Формидебл», участвовавшего в боевых действиях в европейских водах. В 1944 году в составе 1841-й эскадрильи он принимал участие в четырёх налётах у побережья Норвегии на линкор «Тирпиц» и его эскорт. 29 августа самолёт Грея вместе с ещё 16 палубными истребителями атаковал три эсминца типа «Нарвик». В бою его самолёт получил повреждения от зенитного огня, потеряв руль, но сумел вернуться на авианосец. Грей удостоился упоминания в приказе за свои «несгибаемое мужество, мастерство и упорство, проявленные в рискованных атаках на „Тирпиц“».
В дальнейшем Грей вместе с остальной командой авианосца «Формидебл» был переведён на Тихоокеанском театре военных действий, где в рядах Британского тихоокеанского флота в последние недели войны участвовал в операциях непосредственно против Японских островов. 28 июля 1945 года лейтенант Грей потопил японский эсминец на рейде Майсуру. За свои действия в этот день, а также в ходе рейдов 18 и 24 июля, Грей был удостоен креста «За выдающиеся заслуги».
9 августа 1945 года Хэмптон Грей во главе группы из 8 истребителей «Корсар» вылетел с авианосца для совершения атаки на японские военные корабли в Онагава-Ван. Его самолёт попал под плотный зенитный огонь как береговой артиллерии, так и минимум с пяти японских кораблей, потерял одну из двух 500-килограммовых бомб и загорелся. Тем не менее лейтенант Грей продолжал вести самолёт по направлению к цели, идя предельно низко, чтобы обеспечить попадание. Его оставшаяся бомба поразила японский эскортный корабль «Амакуса», который позже затонул. После этого, однако, его самолёт, вместо того, чтобы выполнять манёвр уклонения, вошёл в крутой правый крен, перевернулся «на спину» и рухнул в воду. Вероятно, причиной крушения стало ранение, полученное Греем в ходе выполнения атаки.

## Увековечение памяти
Лейтенант Хэмптон Грей за свой последний боевой вылет был посмертно удостоен высшей военной награды Великобритании — Креста Виктории. В феврале 1946 года эту награду вручил его родителям генерал-губернатор Канады лорд Атлон. Грей стал одним из последних канадцев, погибших во Второй мировой войне, и последним на настоящее время представителем этой страны, ставшим кавалером Креста Виктории.
Грей был одним из многих канадских моряков и морских лётчиков, чьи останки никогда не были обнаружены. Его имя среди имён ещё более чем 3000 военнослужащих увековечено на одной из 23 панелей Канадского военно-морского мемориала в Галифаксе. В Онагаве, напротив места гибели Грея, ему также установлен памятный знак — единственный памятник иностранному солдату на японской земле. В 2006 году бюст Хэмптона Грея стал одной из 14 скульптур, составляющих композицию Памятника героям в канадской столице.
В 1946 году в честь Роберта Хэмптона Грея и его брата Джона Бальфура Грея, также погибшего на войне, была названа вершина Грейз-Пик в провинциальном парке Кокани-Глейшер (Британская Колумбия). Имя Хэмптона Грея носила также школа, расположенная на территории военно-морской базы Шируотер (Новая Шотландия).